# Branco (mitología)

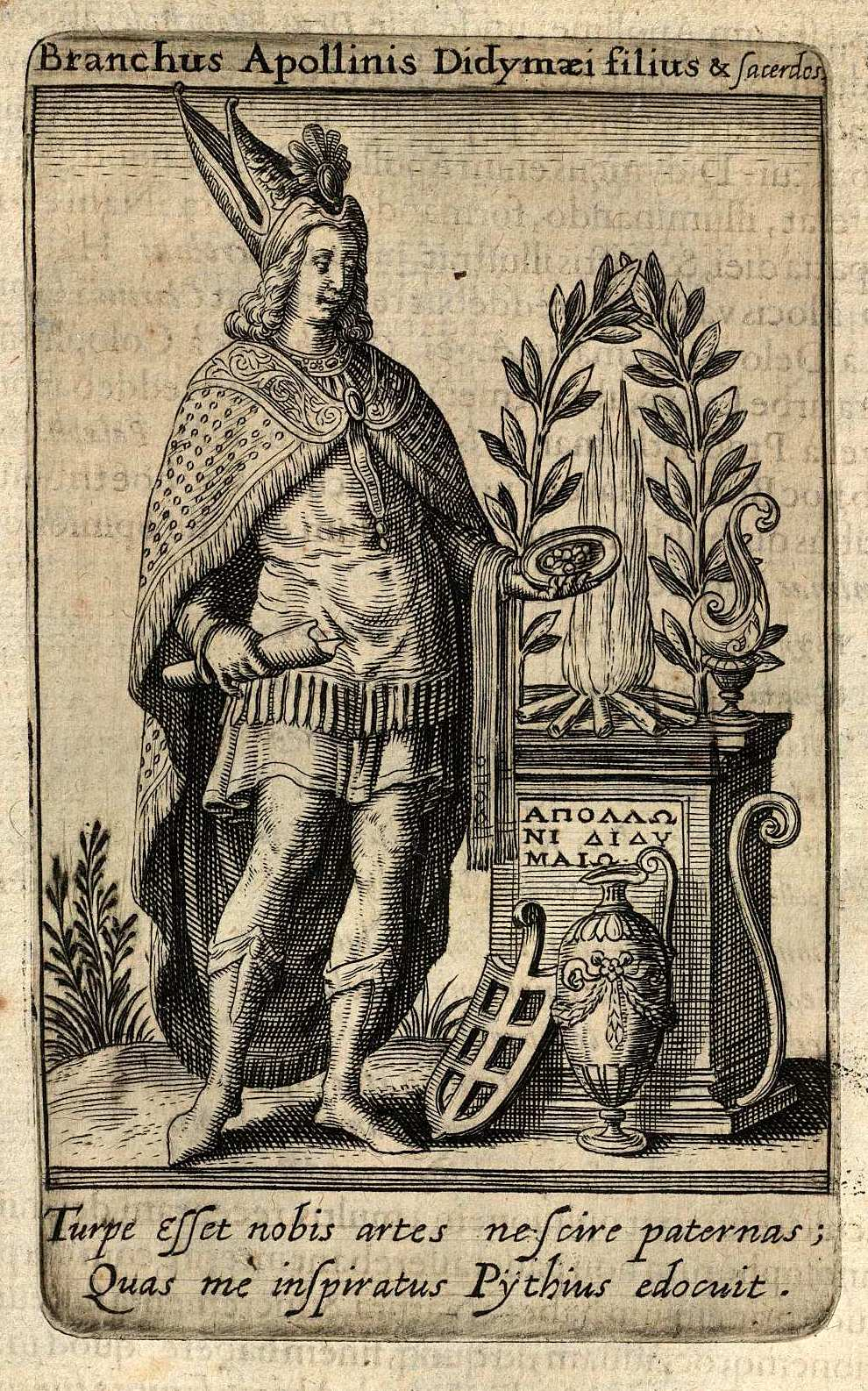
Branco («Branchus Apollinis Didymaei fillius & sacerdos») grabado en cobre de Johann Theodor de Bry para el Tractatus posthumus de divinatione & magicis præstigiis de Jean-Jacques Boissard, Oppenheim, 1615. Biblioteca Nacional de España.

En la mitología griega, el nombre Branco (en griego antiguo: Βράγχος, Bránchos) se refiere a los siguientes personajes, que pueden ser el mismo o no:
- Branco, un amante de Apolo; su madre era una mujer de Mileto, quien, mientras estaba embarazada de él, tuvo una visión del sol entrando por su boca y llegando a su vientre, por lo que, cuando nació el niño, se le llamó Branco. Cuando era joven, se encontró con Apolo en el bosque y lo besó. Apolo lo abrazó a cambio y le dio una corona y un bastón.[1] Branco, habiendo recibido habilidades proféticas de Apolo, introdujo la adoración del dios en Dídima.[2] También fundó un santuario en Mileto.[3] Sus descendientes, los branquidas, eran una influyente casta sacerdotal.[4]

- Branco, padre de Cerción, por la ninfa Argiope.[5]